# Castelo de Cola
Castelo de Cola, també conegut com a Castro da Cola o Cidade de Marrachique, es troba a l'Alentejo, a la freguesia, ciutat i municipi d'Ourique, districte de Beja, a Portugal. Situat en posició dominant sobre un petit turó, hi ha poca informació històrica sobre aquest important jaciment arqueològic. Els vestigis trobats revelen una llarga ocupació humana, des de la prehistòria fins a l'edat moderna, passant pels dominis romà i islàmic. Junt a Castelo da Cola hi ha un santuari cristià, dedicat a Nossa Senhora da Cola.

## Història

### Construcció i període romà
Segon l'historiador José Leite de Vasconcelos, les ruïnes de Cola pertanyien a un castre anterior al període romà, tal vegada dels finals del Neolític o dels principis de l'Eneolític. Els vestigis trobats posteriorment identificaren cronològicament el jaciment de les edats del coure, bronze i ferro. Un dels principals motius per a la contínua ocupació n'era la situació, que facilitava la defensa, dalt d'un pujol envoltat quasi totalment per cursos d'aigua, i alhora permetia la vigilància d'una de les principals vies de comunicació de la zona del riu Mira. També es trobava en una zona rica en mineral de coure i de terrenys fèrtils, i tenia comunicacions fàcils pel riu. El castre s'utilitzà després durant el domini romà i fou cristianitzat, seguint un procés d'adaptació de la religió pagana a la cristiana. L'ocuparen també fenicis o cartaginesos.

### El període medieval
En l'alta edat mitjana, són significatius els testimoniatges del període musulmà, a partir del segle VIII, que indiquen una comunitat significativa, basada en l'activitat agrícola i ramadera, on el tèxtil tenia importància. Data d'aquest període, o del subsegüent, cristià, el primitiu complex defensiu: una fortificació principal i defenses secundàries. L'ocupació musulmana està testimoniada especialment per ceràmiques. Així, l'hisn o petit castell de Cola formà part d'un conjunt de fortificacions islàmiques, que protegia les fronteres marítimes i terrestres.
Aquestes investigacions suposen que, durant l'ocupació musulmana la primitiva defensa del poblat donà lloc a un petit castell, que, en l'època de la conquesta cristiana de la península, dominaren els portuguesos durant el regnat d'Alfons III (1248-1279). Aquest sobirà n'hauria ordenat reparacions a les muralles.
Castelo de Cola estigué habitat fins al segle xv, i degué ser la capital de l'antic municipi de Marachique, que formaria part de la regió dominada per Silves. N'hi ha dos llogarets a les proximitats amb noms semblants, Marchicão i Marchica, que poden permetre una identificació de Castelo de Cola com Mardjiq, poble que hauria estat conquerit per les forces d'Al-Múndhir ibn Muhàmmad, abans d'haver-hi conquerit la ciutat de Beja.
És del segle XVI la primera referència documental en relació amb aquests vestigis arqueològics, provinent d'André de Resende, humanista portugués que hauria visitat aquest castre al 1573.
A la vora de les ruïnes es construí el Santuari de Castro da Cola, dedicat a Nossa Senhora da Cola, on s'organitzen regularment romiatges. Segons una llegenda popular, fou al lloc del santuari on va sorgir una imatge de Nossa Senhora da Cola. Els habitants van construir una ermita en un altre indret, on van guardar la imatge, però ella tornà sola al lloc on fou trobada, i quan es feia una romeria per tornar la imatge a la nova ermita, aquesta augmentava tant de pes durant el camí que forçava els carregadors a retornar-la. Segons José Leite de Vasconcelos, aquesta llegenda és semblant a d'altres que havia registrat, algunes d'elles molt antigues. Una altra llegenda associada a l'indret és que durant el període àrab s'escoltava tocar una campana durant el matí, el dia de Sâo João, donant al pujol el nom popular de Fonte do Moinho do Sino (Molí de la Campana) o Pego do Sino. Una tercera creença popular relativa al pujol de Castro da Cola és que les dones que relliscassen en una llosa natural prop d'un dels barrancs, denominada pedra escorregadia (lliscadissa), reeixirien més en el part. Segons l'investigador, llegendes semblants a aquesta es trobaren en altres punts de Portugal i a França.

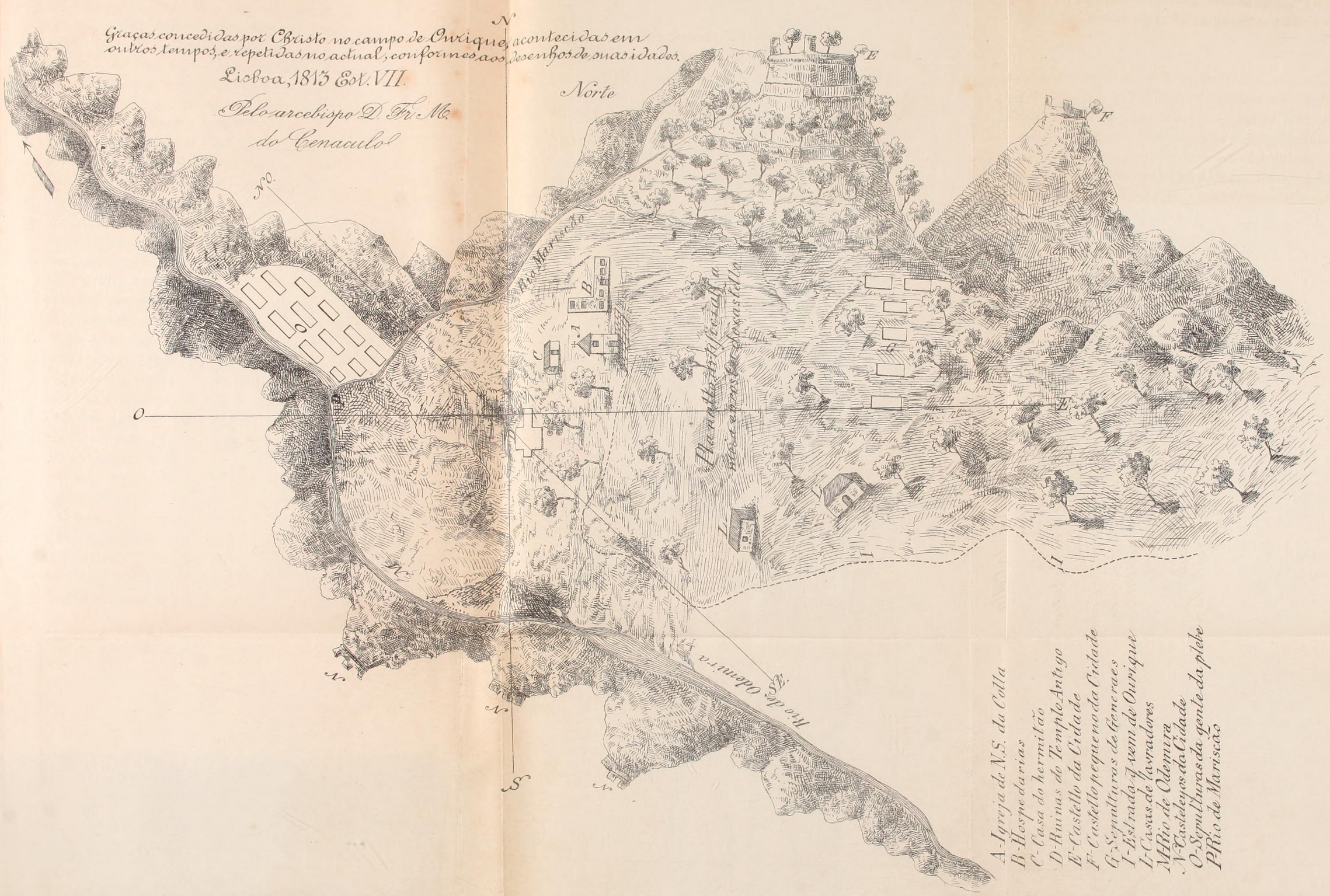
Mapa del Castelo da Cola, fet el 1813 per fra Manuel do Cenáculo, i després copiat per Estácio da Veiga el 1891

### Redescoberta
Les ruïnes de Castro da Cola són conegudes pels historiadors fa prop de mig mil·lenni: foren referides per André de Resende, Manuel do Cenáculo, Gabriel Pereira i Estácio da Veiga. El 1897, el jaciment fou investigat per José Leite de Vasconcelos, durant una excursió al Baix Alentejo.
En Antiguitats monumentals de l'Algarve: temps prehistòrics, publicada el 1891, Estácio da Veiga va incloure un text de Gabriel de Pereira, de l'obra Notes d'arqueologia del 1879, en què afirma que el lloc de la Colla havia estat visitat el 1573 per André de Resende i pel rei Sebastià, i prop de dos segles després per fra Manuel do Cenáculo. Aquest religiós elaborà un mapa que fou després reproduït per Estácio da Veiga, i va descriure Castelo de Cola en la seua obra Cuidados litterarios do prelado de Beja e graça do seu bispado, de 1791: «Una llegua de Castro cap al sud, en muntanya difícil, al lloc de S. Pedro das Cabeças, hi ha signes de fortalesa... i d'altres, una dels reis, una altra de les Juntes; […] La de la Senhora da Colla té més de 800 passos en circuit, en una alçada impracticable per totes bandes, i en resta una en junció de dues ribes (Odemira, Mariscão). Als cims dels turons que l'envolten per dos costats hi ha vestigis de fortins, que eren una mena de reductes, i talaies, que avisaven, i dificultaven el pas, disposats de quart en quart de llegua i menys. La idea que hui es pot formar d'aquelles restes, i nosaltres podem avançar en les excavacions, és de judici incert a molts respectes: poden ser de romans, àrabs i possiblement dels lusitans vells que vivien «more spartiano», com diu Estrabó. Les muralles tenen 12 pams d'amplària; en part són formades per lloses superposades en sec. La fortalesa de la Colla té com a centre una cisterna antiga: la tanca n'és una simple cortina de la qual ix d'espai a espai una obra angular de molt petita extensió, i tal vegada serien els seus bastions. Hi ha dos espais més i intervals dividits per dos avantmurs, sense cap obra reentrant, que els serviria en comptes de mitja lluna. Els petits cossos angulars podrien servir per a flanquejar les torres. No hi apareixen vestigis d'haver-hi hagut torres, segurament perquè estant les fortaleses a cavaller, guanyaven elevacions de terra... en el marge d'una de les ribes hi ha per llarg espai les sepultures; al pendís de la muntanya vam trobar sis sepultures, i algunes de 25 pams en quadre.» Cenaculo afirma que va veure un capitell i diverses làpides sepulcrals amb caràcters fenicis o turdetans, i estocs llargs d'acer o bronze prou calcinat, sense tall, amb punys poc grossos i amb ballestes romes i grosses.
Aquest jaciment està classificat com a Monument Nacional per decret publicat el 23 de juny de 1910. L'arqueòleg Abel Viana fou el pioner del seu estudi sistematitzat amb base en les llegendes locals que referien un tresor de la "mora encantada". Les investigacions arqueològiques que començà al 1958 van ser suspeses pel seu falleciment el 1964.
En 30 de gener de 2019, es publica el decret llei 22/2019, que transferí les responsabilitats per la gestió i conservació de diversos monuments del govern a les autonomies locals, incloent-hi Castro da Cola, que s'inclogué en el municipi d'Ourique. A l'abril de 2019, es publica VII Cadernos Culturals d'Ourique, que inclou l'article Marachique/Castro da Cola, a la fi del període islàmic: reflexions sobre la seua Muṣallā, d'António Rafael Carvalho.

## Descripció

### Situació i composició
Les ruïnes i el santuari de Castro da Cola se situen en un turó envoltat per tres costats de cursos d'aigua, al ponent i al nord per dos barrancs, i al sud pel riu Mira. L'indret fou escollit per la facilitat de defensa, especialment als marges dels barrancs, que eren prou alts. El santuari conté una font també dedicada a la Senhora da Cola.
José Leite de Vasconcelos va descriure les ruïnes de Castro da Cola com una sèrie de fortins, denominats castelinhos pels habitants de la zona. Va trobar-hi també una cambra arcada, amb les parets enlluïdes i pintades, i algunes parts se'n traslladaren al Museu Etnològic. Leite de Vasconcelos descriu també vestigis d'un edifici a l'oest del santuari, que era popularment conegut com la capella antiga, i d'altres fortins a certa distància del santuari, coneguts com Castelinhos d'enllà de Terra do Azinhal. Segon una anàlisi de les construccions i les troballes, la fortalesa hauria estat construïda diverses vegades al llarg de la seua història.

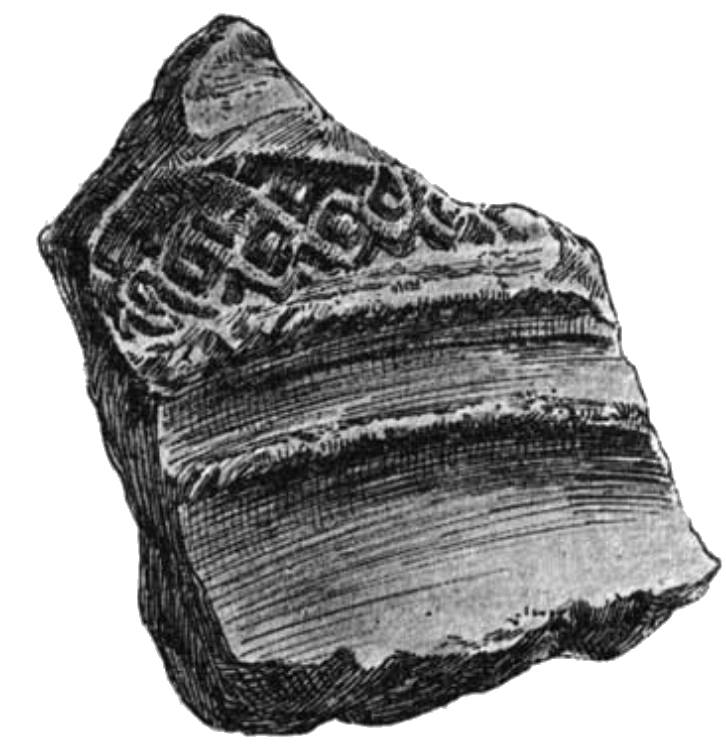
Coll ornat d'un recipient, recollit per José Leite de Vasconcelos el 1897

### Troballes
Entre les peces trobades per José Leite de Vasconcelos el 1897, hi havia dos fragments de fusts de columnes de pedra, carreus, maons grossos, teules i un coll ornamentat, que l'investigador considerà de l'època romana. Del període preromà, va descobrir dues moles de forma còncava, i una pedra de forma arredonida, que seria un percussor, i que tenia un solc al diàmetre, probablement a causa de l'ús d'una lleva de cuir o una corda, que l'agafaven a un cap. Leite de Vasconcelos pensà que aquestes peces serien del final del Neolític o principis de l'Eneolític.